# NGC 4293
NGC 4293 é uma galáxia espiral barrada (SB0-a) localizada na direcção da constelação de Coma Berenices. Possui uma declinação de +18° 22' 58" e uma ascensão recta de 12 horas, 21 minutos e 12,9 segundos.
A galáxia NGC 4293 foi descoberta em 14 de Março de 1784 por William Herschel.